# Walkern
Walkern is een civil parish in het bestuurlijke gebied East Hertfordshire, in het Engelse graafschap Hertfordshire.